# Аине
Аине (чита се и као „Оња") (Áine) је била богиња љубави, раста, домаћих животиња и сунца у ирској митологији. Отац јој је био Егобаил, а сестра Аилен. Унука је Манана мак Лира. У неким верзијама мита била је удата за Џералда Фиц Џералда, III ерла од Дезмонда (који је историјска личност из XIV века). Празник Летња ноћ (који је хришћанство преузело као Ивањдан/Ивандан) је био посвећен њој, а у области Лимерик су је сматрали вилинском краљицом (том темом се бави и Шекспир у својој драми „Сан летње ноћи"). Понекад се погрешно изједначава са Дану.
Мада је потомак Туата Де Данана, сама то није била.

## Етимологија
Име Аине је највероватније изведено из пра-келтика, од речи Aidnā која означава зрачење. Романизована верзија овеог термина је највероватније Aedna.

## Паралеле
Могуће је повући паралелу између Аине, Розмерете и Аивел. 
Позната је и као Аине Марина (Aine Marina) и Аине од Нокејна (Aine of Knockaine). Повезана је са Нокејном (Cnoc Aine/Knockainy (Aineís Hill)) у округу Кери, као и са Дун Аине (Dun Aine (Dunany Point)) у округу Лут. Сматра се да су људи са презименом О'Кора (O'Corra) њени потомци.
Постојала су веровања да Аине има и сестру, Гриан (сунце), мада се чешће сматрало да је Гриан само једна од њених манифестација, односно да је Аине пролеће и лето, а Гриан јесен и зима. Постоје теорије по којима их треба третирати као двоструко божанство. У области Лимерик се, на међусобној удаљености од око седам километра, налазе брда Аине и Гриан.

## Легенде
По неким верзијама, Аине је, такође, и богиња Месеца, а имала је моћ и обичај да се претвара у риђу ждребицу коју није било могуће престићи.
Према митовима, носила је магичан прстен који је откривао виле. Волела је људе и често је заводила мушкарце, рађајући са њима виле.
За Џералда Фиц Џералда се удала када је он набасао на њу док се купала и заљубио се на први поглед. Са њим је имала сина Џерода Јарла, ерла од Фиц Џералда, названог Чаробњак. Џералду је било забрањено да се чуди било чиме што он уради, али је ту забрану прекршио када је Џерод ускочио у боцу и затим искочио напоље. Након тога се Џерод претворио у дивљу гуску и одлетео. Тај мужев поступак је разочарао Аине и она је нестала, отишавши у Нокејн, где, по предањима, и данас борави у вилинском замку. 
Црвена ждребица, зец и лабуд су животње посвећене њој.

## Празници
Најзначајнији празник посвећен Аине је Летња ноћ, а поред тога су јој посвећени и први петак, субата и недеља у августу.